# Sofia Carlotta di Baviera
Sofia Carlotta Augustina di Baviera (Monaco di Baviera, 23 febbraio 1847 – Parigi, 4 maggio 1897) nata duchessa in Baviera, fu duchessa d'Alençon per matrimonio.
La Duchessa di Alençon morì carbonizzata nel 1897, a causa del celebre incendio che si verificò al Bazar de la Charité.

## Biografia
Sofia Carlotta nacque a Monaco di Baviera, la residenza paterna di famiglia, i duchi in Baviera, dove visse un'infanzia felice e libera. Era figlia di Massimiliano, duca in Baviera e della principessa Ludovica di Baviera. Nona di dieci figli, in famiglia era conosciuta come Sopherl.
Era sorella dell'imperatrice Elisabetta d'Austria e della regina Maria Sofia delle Due Sicilie. Dopo il matrimonio della sorella maggiore Matilde nel 1861 con il principe Luigi delle Due Sicilie, i genitori si misero in cerca di un marito adatto per Sofia Carlotta.

### Infanzia e fidanzamenti
La sua bellezza era quasi pari a quella della sorella imperatrice e per questo vantava numerosi pretendenti. Ella però aveva gusti difficili e si permise perfino di rifiutare la corte di Ludovico Vittorio d'Asburgo-Lorena, fratello di Francesco Giuseppe d'Asburgo.
Anche il cugino Ludovico II di Baviera, con cui era già amica d'infanzia, iniziò a farle la corte: le mandava enormi mazzi di fiori e lettere, andava anche a trovarla con il suo battello.
Sofia Carlotta suonava il piano e cantava molto bene; anche lei, come il cugino, adorava Wagner. I due si fidanzarono ufficialmente: da subito sembrarono esserci le premesse per un matrimonio felice e vantaggioso per entrambi.
Passava il tempo, intanto Ludovico non si decideva a fissare una data per il matrimonio, né era intenzionato a farlo. Delusa dall'attesa, Sofia Carlotta si abbandonò all'infatuazione per il fotografo Edgar Hanfstaengl. Con l'aiuto della sua dama di compagnia, Sofia riusciva a incontrarsi segretamente con lui. La tresca non fu mai scoperta dal fidanzato.
Il 7 ottobre 1867, Ludovico scrisse un'affettuosa lettera alla cugina per poter sciogliere il fidanzamento, non volendo comunque rinunciare a un legame di amicizia con la parente a cui era più legato. Sofia Carlotta si sentì ferita nell'orgoglio, ma ne fu del resto contenta, in quanto avvertiva che un matrimonio con quell'uomo bizzarro sarebbe stato solo fonte di infelicità.
Quando Ludovico II morì, Elisabetta disse che le era apparso in sogno annunciandole una morte violenta per lei ed una tragica fine per la sorella Sofia Carlotta.

### Matrimonio
Messa da parte la delusione di non vedere la figlia sul trono di Baviera, Ludovica scelse un nuovo pretendente per Sofia: Ferdinando d'Orléans (1844-1910), figlio di Luigi d'Orléans e di Vittoria di Sassonia-Coburgo-Kohary, nonché nipote del re "borghese" Luigi Filippo di Francia. Si fidanzarono il 24 giugno 1868 e tre mesi dopo, a Possenhofen, venne celebrato il matrimonio.

### La grave depressione
Il primo periodo di matrimonio venne felicemente trascorso nella Bushy-House, nei dintorni di Londra. Sofia era un'esperta amazzone e si divertiva a cacciare. Tuttavia, quando arrivò l'autunno, la giovane sposa cadde in uno stato di profonda depressione. Non guarì neanche quando il 19 luglio 1869 diede alla luce la figlia Luisa Vittoria.
La coppia accettò allora l'invito del duca d'Aumale di soggiornare nel Palazzo d'Orleans, a Palermo. Sofia sembrò riacquistare il buonumore, ma essendo i duchi d'Alençon appartenenti alla casata dei Borbone, il popolo siciliano non gradì la loro presenza.
La partenza improvvisa aggravò di nuovo lo stato mentale di Sofia. Si recarono allora a Roma, ospiti della regina Maria Sofia. Successivamente soggiornarono a Merano, dove nacque l'atteso figlio maschio. Malgrado i tentativi del marito di farla soggiornare in posti il più possibile accoglienti, i continui viaggi crearono soltanto un peggioramento.
A 40 anni Sofia si innamorò del dottor Glaser di Graz, uomo sposato. Quando la moglie lo venne a sapere, i due fuggirono insieme a Merano ma vennero scoperti e divisi per sempre.

### Il ricovero in clinica
Sofia venne rinchiusa nella clinica per malattie nervose del famoso dottor Krafft-Ebing di Graz. In quella struttura, la diagnosi fu che i suoi disturbi mentali fossero generati da un’infezione dovuta alla scarlattina. In realtà, probabilmente, la malattia di Sofia era semplicemente una tara ereditaria: predisposizione di cui soffrivano quasi tutti i suoi fratelli e altri parenti, poiché numerosi furono i matrimoni tra consanguinei.

### Suora laica e morte
Uscita dalla clinica, Sofia decise che si sarebbe dedicata a iniziative di carità. Entrò dunque nel Terz'ordine di San Domenico dell'Ordine dei Frati Predicatori con il nome di Suor Maria Maddalena. Si accostò alla religione con grande fervore.
Dal 3 al 6 maggio 1897 si svolse a Parigi una fiera di beneficenza organizzata dalle domenicane, presso il Bazar de la Charité. La duchessa scelse un edificio industriale che ben si adattava all'allestimento degli stand. Erano stati invitati anche i fratelli Lumière, il cui materiale usato per le pellicole era altamente infiammabile. Dal nulla, infatti, iniziarono a divampare le fiamme. Sofia Carlotta, mentre tutti scappavano presi dal panico, si preoccupò invece di salvare le ragazze che erano con lei dietro il bancone. Soltanto quando ebbe salvata l'ultima, decise di correre via. Ma le fiamme furono più veloci di lei.
Tra i tanti morti carbonizzati, fu difficilissimo poter riconoscere la duchessa, che fu identificata solo grazie alla dentatura. Secondo la cameriera, però, il teschio non apparteneva alla sua padrona. Venne comunque celebrato subito il funerale e le spoglie deposte presso il castello di Dreux.
Il duca d'Alencon sarebbe sopravvissuto tredici anni alla moglie. Morì in Inghilterra, nei pressi di Wimbledon.

## Discendenza
Sofia Carlotta e Ferdinando ebbero due figli:
- Luisa Vittoria Maria Amalia Sofia d'Orléans (1869–1952), che sposò il principe Alfonso di Baviera (1862–1933);
- Emanuele Massimiliano Maria Oddone d'Orléans, duca di Vendôme (1872–1931), che sposò la principessa Enrichetta del Belgio (1870-1948).

## Ascendenza
|                                  |                                            |                                          | Genitori                                                   |  |  | Nonni |  |  | Bisnonni             |  |  | Trisnonni                         |  |
|                                  |                                            |                                          |                                                            |  |  |       |  |  | Guglielmo in Baviera |  |  | Giovanni di Birkenfeld-Gelnhausen |  |
|                                  |                                            |                                          |                                                            |  |  |       |  |  | Guglielmo in Baviera |  |  | Giovanni di Birkenfeld-Gelnhausen |  |
|                                  |                                            | Sofia Carlotta di Salm-Dhaun             |                                                            |  |  |       |  |  | Guglielmo in Baviera |  |  |                                   |  |
| Pio Augusto in Baviera           |                                            |                                          |                                                            |  |  |       |  |  | Guglielmo in Baviera |  |  |                                   |  |
|                                  |                                            | Maria Anna di Zweibrücken-Birkenfeld     | Federico Michele di Zweibrücken-Birkenfeld                 |  |  |       |  |  |                      |  |  |                                   |  |
|                                  |                                            | Maria Anna di Zweibrücken-Birkenfeld     | Federico Michele di Zweibrücken-Birkenfeld                 |  |  |       |  |  |                      |  |  |                                   |  |
|                                  |                                            | Maria Anna di Zweibrücken-Birkenfeld     | Maria Francesca del Palatinato-Sulzbach                    |  |  |       |  |  |                      |  |  |                                   |  |
| Massimiliano Giuseppe in Baviera |                                            | Maria Anna di Zweibrücken-Birkenfeld     |                                                            |  |  |       |  |  |                      |  |  |                                   |  |
|                                  |                                            | Luigi Maria di Arenberg                  | Carlo Maria Raimondo d'Arenberg                            |  |  |       |  |  |                      |  |  |                                   |  |
|                                  |                                            | Luigi Maria di Arenberg                  | Carlo Maria Raimondo d'Arenberg                            |  |  |       |  |  |                      |  |  |                                   |  |
|                                  |                                            | Luigi Maria di Arenberg                  | Louise Margarete de la Marck-Schleiden, Contessa di Vardes |  |  |       |  |  |                      |  |  |                                   |  |
| Amalia Luisa di Arenberg         |                                            | Luigi Maria di Arenberg                  |                                                            |  |  |       |  |  |                      |  |  |                                   |  |
|                                  |                                            | Marie Adélaïde Julie de Mailly           | Louis Joseph de Mailly, Marchese of Nesle                  |  |  |       |  |  |                      |  |  |                                   |  |
|                                  |                                            | Marie Adélaïde Julie de Mailly           | Louis Joseph de Mailly, Marchese of Nesle                  |  |  |       |  |  |                      |  |  |                                   |  |
|                                  |                                            | Marie Adélaïde Julie de Mailly           | Adélaïde Julie d'Hautefort                                 |  |  |       |  |  |                      |  |  |                                   |  |
| Sofia Carlotta di Baviera        |                                            | Marie Adélaïde Julie de Mailly           |                                                            |  |  |       |  |  |                      |  |  |                                   |  |
|                                  | Federico Michele di Zweibrücken-Birkenfeld | Cristiano III del Palatinato-Zweibrücken |                                                            |  |  |       |  |  |                      |  |  |                                   |  |
|                                  | Federico Michele di Zweibrücken-Birkenfeld | Cristiano III del Palatinato-Zweibrücken |                                                            |  |  |       |  |  |                      |  |  |                                   |  |
|                                  | Federico Michele di Zweibrücken-Birkenfeld | Carolina di Nassau-Saarbrücken           |                                                            |  |  |       |  |  |                      |  |  |                                   |  |
| Massimiliano I di Baviera        | Federico Michele di Zweibrücken-Birkenfeld |                                          |                                                            |  |  |       |  |  |                      |  |  |                                   |  |
|                                  |                                            | Maria Francesca di Sulzbach              | Giuseppe Carlo del Palatinato-Sulzbach                     |  |  |       |  |  |                      |  |  |                                   |  |
|                                  |                                            | Maria Francesca di Sulzbach              | Giuseppe Carlo del Palatinato-Sulzbach                     |  |  |       |  |  |                      |  |  |                                   |  |
|                                  |                                            | Maria Francesca di Sulzbach              | Elisabetta Augusta Sofia del Palatinato-Neuburg            |  |  |       |  |  |                      |  |  |                                   |  |
| Ludovica di Baviera              |                                            | Maria Francesca di Sulzbach              |                                                            |  |  |       |  |  |                      |  |  |                                   |  |
|                                  |                                            | Carlo Luigi di Baden                     | Carlo Federico di Baden                                    |  |  |       |  |  |                      |  |  |                                   |  |
|                                  |                                            | Carlo Luigi di Baden                     | Carlo Federico di Baden                                    |  |  |       |  |  |                      |  |  |                                   |  |
|                                  |                                            | Carlo Luigi di Baden                     | Carolina Luisa d'Assia-Darmstadt                           |  |  |       |  |  |                      |  |  |                                   |  |
| Carolina di Baden                |                                            | Carlo Luigi di Baden                     |                                                            |  |  |       |  |  |                      |  |  |                                   |  |
|                                  |                                            | Amalia d'Assia-Darmstadt                 | Luigi IX d'Assia-Darmstadt                                 |  |  |       |  |  |                      |  |  |                                   |  |
|                                  |                                            | Amalia d'Assia-Darmstadt                 | Luigi IX d'Assia-Darmstadt                                 |  |  |       |  |  |                      |  |  |                                   |  |
|                                  |                                            | Amalia d'Assia-Darmstadt                 | Carolina del Palatinato-Zweibrücken-Birkenfeld             |  |  |       |  |  |                      |  |  |                                   |  |
|                                  |                                            | Amalia d'Assia-Darmstadt                 |                                                            |  |  |       |  |  |                      |  |  |                                   |  |